# Rot-Weiss Essen 1969-1970
Questa voce raccoglie le informazioni riguardanti il Rot-Weiss Essen nelle competizioni ufficiali della stagione 1969-1970.

## Stagione
Nella stagione 1969-1970 il Rot Weiss Essen, allenato da Herbert Burdenski, concluse il campionato di Bundesliga al 12º posto. In Coppa di Germania il Rot Weiss Essen fu eliminato al primo turno dal Colonia.

## Rosa
| N. |                     | Ruolo | Calciatore           |
| -- | ------------------- | ----- | -------------------- |
|    | Germania (bandiera) | P     | Heinz Blasey         |
|    | Germania (bandiera) | P     | Fred-Werner Bockholt |
|    | Ungheria (bandiera) | P     | Istvan Kenderesi     |
|    | Germania (bandiera) | P     | Hermann Roß          |
|    | Germania (bandiera) | D     | Peter Czernotzky     |
|    | Germania (bandiera) | D     | Werner Kik           |
|    | Germania (bandiera) | D     | Heinz Koch           |
|    | Germania (bandiera) | D     | Rolf Lefkes          |
|    | Germania (bandiera) | D     | Roland Peitsch       |
|    | Germania (bandiera) | D     | Wolfgang Rausch      |
|    | Germania (bandiera) | D     | Heinz Stauvermann    |
|    | Germania (bandiera) | C     | Erich Beer           |
|    | Germania (bandiera) | C     | Hans Dörre           |

| N. |                        | Ruolo | Calciatore          |
| -- | ---------------------- | ----- | ------------------- |
|    | Germania (bandiera)    | C     | Diethelm Ferner     |
|    | Germania (bandiera)    | C     | Günter Fürhoff      |
|    | Germania (bandiera)    | C     | Georg Jung          |
|    | Paesi Bassi (bandiera) | C     | Egbert ter Mors     |
|    | Germania (bandiera)    | A     | Manfred Burgsmüller |
|    | Germania (bandiera)    | A     | Fred Englert        |
|    | Germania (bandiera)    | A     | Manfred Kösling     |
|    | Germania (bandiera)    | A     | Dieter Kraus        |
|    | Paesi Bassi (bandiera) | A     | Willi Lippens       |
|    | Germania (bandiera)    | A     | Helmut Littek       |
|    | Germania (bandiera)    | A     | Karlheinz Pöhling   |
|    | Germania (bandiera)    | A     | Herbert Weinberg    |

## Organigramma societario
Area tecnica
- Allenatore: Herbert Burdenski
- Allenatore in seconda: Willi Vordenbäumen
- Preparatore dei portieri:
- Preparatori atletici:

## Calciomercato

### Sessione estiva
| Acquisti | Acquisti         | Acquisti     | Acquisti |
| R.       | Nome             | da           | Modalità |
| -------- | ---------------- | ------------ | -------- |
| C        | Erich Beer       | Norimberga   |          |
| D        | Peter Czernotzky | Norimberga   |          |
| A        | Fred Englert     | Göttingen    |          |
| C        | Diethelm Ferner  | Werder Brema |          |
| P        | Istvan Kenderesi | Vasas        |          |

| Cessioni | Cessioni       | Cessioni              | Cessioni |
| R.       | Nome           | a                     | Modalità |
| -------- | -------------- | --------------------- | -------- |
| D        | Jürgen Glinka  | Heilbronn             |          |
| A        | Günter Pröpper | Wuppertal             |          |
| C        | Werner Tonk    | Preußen Münster       |          |
| A        | Gerhard Wagner | Eintracht Francoforte |          |

## Risultati

### Bundesliga

#### Girone di andata
| Arbitro: | Biwersi |

|                                          |           |  |
| Müller 2’, 18’, 56’ (rig.) Ohlhauser 82’ | Marcatori |  |

| Arbitro: | Fritz |

|                  |           |  |
| Lippens 18’, 25’ | Marcatori |  |

| Arbitro: | Linn |

|                        |           |         |
| Kaiser 52’ Schäfer 75’ | Marcatori | 4’ Beer |

| Arbitro: | Ohmsen |

|                                         |           |                            |
| Lippens 2’, 9’, 65’ Littek 29’ Jung 73’ | Marcatori | 20’ Horr 33’ (rig.) Patzke |

| Arbitro: | Ott |

|                         |           |              |
| Trinklein 30’ Heese 86’ | Marcatori | 38’ Weinberg |

| Arbitro: | Bien |

|                                   |           |                                     |
| Weinberg 17’ Lippens 25’ Beer 30’ | Marcatori | 32’ Haug 43’ Weidmann 51’ Entenmann |

| Kaiserslautern 4 ottobre 1969, ore 15:30 CET 7ª giornata | Kaiserslautern | 0 – 0 referto | Rot-Weiss Essen | Betzenbergstadion (18 000 spett.)\| Arbitro: \| Heumann \| |
| Arbitro:                                                 | Heumann        |               |                 |                                                            |

| Essen 11 ottobre 1969, ore 15:30 CET 8ª giornata | Rot-Weiss Essen | 0 – 0 referto | Colonia | Georg-Melches-Stadion (30 000 spett.)\| Arbitro: \| Biwersi \| |
| Arbitro:                                         | Biwersi         |               |         |                                                                |

| Arbitro: | Schröck |

|                                             |           |           |
| Held 29’ Schütz 40’ Neuberger 58’ Weist 77’ | Marcatori | 8’ Littek |

| Arbitro: | Aldinger |

|              |           |  |
| Weinberg 12’ | Marcatori |  |

| Braunschweig 1º novembre 1969, ore 15:30 CET 11ª giornata | Eintracht Braunschweig | 0 – 0 referto | Rot-Weiss Essen | Stadion an der Hamburger Straße (11 000 spett.)\| Arbitro: \| Betz \| |
| Arbitro:                                                  | Betz                   |               |                 |                                                                       |

| Arbitro: | Seiler |

|                  |           |                 |
| Fürhoff 36’, 38’ | Marcatori | 49’, 87’ Schulz |

| Arbitro: | Binder |

|                             |           |            |
| Hasebrink 12’ Bjørnmose 78’ | Marcatori | 70’ Littek |

| Arbitro: | Mühling |

|             |           |  |
| Lippens 62’ | Marcatori |  |

| Essen 6 dicembre 1969, ore 15:30 CET 15ª giornata | Rot-Weiss Essen | 0 – 0 referto | Duisburg | Georg-Melches-Stadion (18 000 spett.)\| Arbitro: \| Riegg \| |
| Arbitro:                                          | Riegg           |               |          |                                                              |

| Arbitro: | Schäfer |

|                                                                                 |           |                                     |
| Pohlschmidt 6’ Galbierz 55’ Lütkebohmert 56’ Słomiany 58’ van Haaren 81’ (rig.) | Marcatori | 37’ Lippens 40’ Beer 43’ Czernotzky |

| Arbitro: | Regely |

|                              |           |  |
| Englert 38’, 89’ Fürhoff 62’ | Marcatori |  |

#### Girone di ritorno
| Arbitro: | Lutz |

|             |           |                  |
| Fürhoff 53’ | Marcatori | 8’ Kupferschmidt |

| Aquisgrana 17 gennaio 1970, ore 15:30 CET 19ª giornata | Alemannia Aquisgrana | 0 – 0 referto | Rot-Weiss Essen | Stadio Tivoli (10 000 spett.)\| Arbitro: \| Tschenscher \| |
| Arbitro:                                               | Tschenscher          |               |                 |                                                            |

| Arbitro: | Siebert |

|             |           |  |
| Lippens 79’ | Marcatori |  |

| Arbitro: | Berner |

|                               |           |  |
| Brungs 15’, 65’ Horr 54’, 82’ | Marcatori |  |

| Arbitro: | Horstmann |

|                    |           |                |
| Schämer 57’ (aut.) | Marcatori | 49’ Hölzenbein |

| Arbitro: | Fritz |

|                                                          |           |            |
| Weidmann 17’ Stauvermann 27’ (aut.) Haug 61’ (rig.), 76’ | Marcatori | 83’ Littek |

| Arbitro: | Basedow |

|             |           |             |
| Lippens 23’ | Marcatori | 25’ Pirrung |

| Arbitro: | Herden |

|                                                 |           |                   |
| Flohe 9’ Rupp 41’ Rühl 49’, 57’ Hemmersbach 64’ | Marcatori | 36’ Jung 78’ Beer |

| Arbitro: | Schulenburg |

|                          |           |                                  |
| Peitsch 7’ Beer 37’, 45’ | Marcatori | 8’ Heeren 43’ Weist 83’ Heidkamp |

| Arbitro: | Heumann |

|                                              |           |  |
| Breuer 42’ Brune 74’ Siemensmeyer 90’ (rig.) | Marcatori |  |

| Arbitro: | Fritz |

|          |           |                  |
| Mors 14’ | Marcatori | 13’ (rig.) Ulsaß |

| Arbitro: | Betz |

|           |           |  |
| Hönig 13’ | Marcatori |  |

| Arbitro: | Tschenscher |

|                                |           |                      |
| Beer 2’ Lippens 62’ Littek 89’ | Marcatori | 23’ Görts 59’ Lorenz |

| Arbitro: | Voß |

|              |           |          |
| Dausmann 45’ | Marcatori | 53’ Beer |

| Arbitro: | Siepe |

|  |           |             |
|  | Marcatori | 31’ Lippens |

| Arbitro: | Kindervater |

|                 |           |              |
| Mors 65’ (rig.) | Marcatori | 89’ Wittkamp |

| Monaco di Baviera 3 maggio 1970, ore 15:30 CET 34ª giornata | Monaco 1860 | 0 – 0 referto | Rot-Weiss Essen | Stadion an der Grünwalder Straße (5 000 spett.)\| Arbitro: \| Quindeau \| |
| Arbitro:                                                    | Quindeau    |               |                 |                                                                           |

### Coppa di Germania
| Arbitro: | Fork |

|                                   |           |                                |
| Littek 28’ Beer 107’ Fürhoff 120’ | Marcatori | 23’ Hemmersbach 94’, 116’ Rupp |

| Arbitro: | Redelfs |

|                                                    |           |             |
| Parits 29’, 84’ Overath 32’ Biskup 48’ (rig.), 59’ | Marcatori | 80’ Lippens |

## Statistiche

### Statistiche di squadra
| Competizione      | Punti | In casa | In casa | In casa | In casa | In casa | In casa | In trasferta | In trasferta | In trasferta | In trasferta | In trasferta | In trasferta | Totale | Totale | Totale | Totale | Totale | Totale | DR  |
| Competizione      | Punti | G       | V       | N       | P       | Gf      | Gs      | G            | V            | N            | P            | Gf           | Gs           | G      | V      | N      | P      | Gf     | Gs     | DR  |
| ----------------- | ----- | ------- | ------- | ------- | ------- | ------- | ------- | ------------ | ------------ | ------------ | ------------ | ------------ | ------------ | ------ | ------ | ------ | ------ | ------ | ------ | --- |
| Bundesliga        | 31    | 17      | 7       | 10      | 0       | 29      | 17      | 17           | 1            | 5            | 11           | 12           | 37           | 34     | 8      | 15     | 11     | 41     | 54     | -13 |
| Coppa di Germania | -     | 1       | 0       | 1       | 0       | 3       | 3       | 1            | 0            | 0            | 1            | 1            | 5            | 2      | 0      | 1      | 1      | 4      | 8      | -4  |
| Totale            | 31    | 18      | 7       | 11      | 0       | 32      | 20      | 18           | 1            | 5            | 12           | 13           | 42           | 36     | 8      | 16     | 12     | 45     | 62     | -17 |

### Andamento in campionato
| Giornata  | 1  | 2  | 3  | 4 | 5  | 6 | 7 | 8  | 9  | 10 | 11 | 12 | 13 | 14 | 15 | 16 | 17 | 18 | 19 | 20 | 21 | 22 | 23 | 24 | 25 | 26 | 27 | 28 | 29 | 30 | 31 | 32 | 33 | 34 |
| --------- | -- | -- | -- | - | -- | - | - | -- | -- | -- | -- | -- | -- | -- | -- | -- | -- | -- | -- | -- | -- | -- | -- | -- | -- | -- | -- | -- | -- | -- | -- | -- | -- | -- |
| Luogo     | T  | C  | T  | C | T  | C | T | C  | T  | C  | T  | C  | T  | C  | C  | T  | C  | C  | T  | C  | T  | C  | T  | C  | T  | C  | T  | C  | T  | C  | T  | T  | C  | T  |
| Risultato | P  | V  | P  | V | P  | N | N | N  | P  | V  | N  | N  | P  | V  | N  | P  | V  | N  | N  | V  | P  | N  | P  | N  | P  | N  | P  | N  | P  | V  | N  | V  | N  | N  |
| Posizione | 18 | 14 | 15 | 8 | 10 | 9 | 9 | 10 | 14 | 11 | 13 | 12 | 13 | 10 | 9  | 10 | 9  | 9  | 9  | 8  | 10 | 11 | 11 | 11 | 14 | 12 | 15 | 15 | 15 | 15 | 15 | 13 | 12 | 12 |

Legenda:

Luogo: C = Casa; T = Trasferta. Risultato: V = Vittoria; N = Pareggio; P = Sconfitta.

### Statistiche dei giocatori
| Giocatore      | Bundesliga | Bundesliga | Bundesliga  | Bundesliga | Coppa di Germania | Coppa di Germania | Coppa di Germania | Coppa di Germania | Totale   | Totale | Totale      | Totale     |
| Giocatore      | Presenze   | Reti       | Ammonizioni | Espulsioni | Presenze          | Reti              | Ammonizioni       | Espulsioni        | Presenze | Reti   | Ammonizioni | Espulsioni |
| -------------- | ---------- | ---------- | ----------- | ---------- | ----------------- | ----------------- | ----------------- | ----------------- | -------- | ------ | ----------- | ---------- |
| D. Bast        | 0          | 0          | 0           | 0          | 0                 | 0                 | 0                 | 0                 | 0        | 0      | 0           | 0          |
| E. Beer        | 32         | 8          | 0           | 0          | 2                 | 1                 | 0                 | 0                 | 34       | 9      | 0           | 0          |
| H. Blasey      | 0          | 0          | 0           | 0          | 0                 | 0                 | 0                 | 0                 | 0        | 0      | 0           | 0          |
| F. Bockholt    | 34         | 0          | 0           | 0          | 2                 | 0                 | 0                 | 0                 | 36       | 0      | 0           | 0          |
| M. Burgsmüller | 8          | 0          | 0           | 0          | 0                 | 0                 | 0                 | 0                 | 8        | 0      | 0           | 0          |
| P. Czernotzky  | 33         | 1          | 0           | 0          | 2                 | 0                 | 0                 | 0                 | 35       | 1      | 0           | 0          |
| H. Dausmann    | 0          | 0          | 0           | 0          | 1                 | 0                 | 0                 | 0                 | 1        | 0      | 0           | 0          |
| H. Dörre       | 2          | 0          | 0           | 0          | 1                 | 0                 | 0                 | 0                 | 3        | 0      | 0           | 0          |
| F. Englert     | 7          | 2          | 0           | 0          | 1                 | 0                 | 0                 | 0                 | 8        | 2      | 0           | 0          |
| H. Erlhoff     | 0          | 0          | 0           | 0          | 1                 | 0                 | 0                 | 0                 | 1        | 0      | 0           | 0          |
| D. Ferner      | 28         | 0          | 0           | 0          | 1                 | 0                 | 0                 | 0                 | 29       | 0      | 0           | 0          |
| G. Fürhoff     | 25         | 4          | 0           | 0          | 1                 | 1                 | 0                 | 0                 | 26       | 5      | 0           | 0          |
| W. Hohnhausen  | 0          | 0          | 0           | 0          | 1                 | 0                 | 0                 | 0                 | 1        | 0      | 0           | 0          |
| G. Jung        | 27         | 2          | 0           | 0          | 1                 | 0                 | 0                 | 0                 | 28       | 2      | 0           | 0          |
| I. Kenderesi   | 0          | 0          | 0           | 0          | 0                 | 0                 | 0                 | 0                 | 0        | 0      | 0           | 0          |
| W. Kik         | 28         | 0          | 0           | 0          | 1                 | 0                 | 0                 | 0                 | 29       | 0      | 0           | 0          |
| H. Koch        | 3          | 0          | 0           | 0          | 0                 | 0                 | 0                 | 0                 | 3        | 0      | 0           | 0          |
| D. Kraus       | 0          | 0          | 0           | 0          | 0                 | 0                 | 0                 | 0                 | 0        | 0      | 0           | 0          |
| M. Kösling     | 0          | 0          | 0           | 0          | 0                 | 0                 | 0                 | 0                 | 0        | 0      | 0           | 0          |
| R. Lefkes      | 0          | 0          | 0           | 0          | 0                 | 0                 | 0                 | 0                 | 0        | 0      | 0           | 0          |
| K. Link        | 0          | 0          | 0           | 0          | 0                 | 0                 | 0                 | 0                 | 0        | 0      | 0           | 0          |
| W. Lippens     | 21         | 12         | 0           | 0          | 1                 | 1                 | 0                 | 0                 | 22       | 13     | 0           | 0          |
| H. Littek      | 24         | 5          | 0           | 0          | 2                 | 1                 | 0                 | 0                 | 26       | 6      | 0           | 0          |
| E. Mors        | 30         | 2          | 0           | 0          | 2                 | 0                 | 0                 | 0                 | 32       | 2      | 0           | 0          |
| R. Peitsch     | 21         | 1          | 0           | 0          | 2                 | 0                 | 0                 | 0                 | 23       | 1      | 0           | 0          |
| K. Pöhling     | 0          | 0          | 0           | 0          | 0                 | 0                 | 0                 | 0                 | 0        | 0      | 0           | 0          |
| W. Rausch      | 34         | 0          | 0           | 0          | 2                 | 0                 | 0                 | 0                 | 36       | 0      | 0           | 0          |
| H. Roß         | 0          | 0          | 0           | 0          | 0                 | 0                 | 0                 | 0                 | 0        | 0      | 0           | 0          |
| H. Stauvermann | 34         | 0          | 0           | 0          | 2                 | 0                 | 0                 | 0                 | 36       | 0      | 0           | 0          |
| H. Weinberg    | 28         | 3          | 0           | 0          | 0                 | 0                 | 0                 | 0                 | 28       | 3      | 0           | 0          |